# Normalform
Eine Normalform (auch kanonische Form) ist eine mathematische Darstellung mit bestimmten, von der Art der Normalform vorgegebenen Eigenschaften. Ist eine Normalform definiert, kann diese ausgehend von einer beliebigen Darstellung durch Äquivalenzrelation erreicht werden. Führen mehrere Darstellungen zur gleichen Normalform, sind sie äquivalent bezüglich der Art der Normalform und dadurch vergleichbar und geordnet. Viele Normalformen sind eindeutig, zu jeder Darstellung existiert dann nur eine einzige Normalform.
Formal ist eine Normalform ein letztes Element in einer Kette von einer wohlfundierten Relation. Die Relation wird hierbei von den erlaubten Umformungen definiert. Die Fundiertheit der Relationen folgt aus der Endlichkeit der Anzahl von Manipulationen.
Beispiele
- Der gekürzte Bruch einer rationalen Zahl setzt zwei gegebene Brüche in Relation bezüglich ihrer Zahlenwerte: {\displaystyle {\tfrac {2}{4}}} und {\displaystyle {\tfrac {3}{6}}} haben beide die Normalform {\displaystyle {\tfrac {1}{2}}} und damit den gleichen Zahlenwert.
- Die Stufenform (s. u.) setzt eine Matrix {\displaystyle A} in Relation zu einer Matrix {\displaystyle B}, wenn {\displaystyle B} durch Pivotisierung aus {\displaystyle A} hervorgeht.

## Liste von Normalformen
Wichtige Normalformen sind:
- in der Mathematik eine Darstellung eines Objektes, die bestimmte vorgegebene Eigenschaften hat und für alle Objekte dieses Typs eindeutig bestimmt werden kann. Insbesondere:
  - die hessesche Normalform einer Geraden oder Ebene
  - die Stufennormalform eines linearen Gleichungssystems, siehe Gaußsches Eliminationsverfahren
  - die Normalform einer Matrix, beispielsweise
    - die jordansche Normalform einer quadratischen Matrix
    - die Frobenius-Normalform, auch rationale Normalform einer quadratischen Matrix
    - die Smith-Normalform einer Matrix mit Einträgen aus einem Hauptidealring
    - die Normalform einer orthogonalen Matrix, siehe Orthogonale Matrix #Diagonalisierbarkeit

  - die Normalform einer Geraden, siehe Lineare Funktion
  - die Normalform einer quadratischen Gleichung, siehe Quadratische Gleichung
  - die Normalform einer Quadrik, siehe Quadrik #Normalformen
  - ein vollständig gekürzter Bruch für eine rationale Zahl

- in der Spieltheorie eine Darstellungsform eines Spiels, siehe Normalform eines Spiels
- in der theoretischen Informatik eine einfache Form einer kontextfreien Grammatik, siehe Chomsky-Hierarchie. Insbesondere 
  - die Chomsky-Normalform
  - die Greibach-Normalform
  - die Gentzen-Normalform, siehe Gentzenscher Hauptsatz

- in der Praktischen Informatik bei relationalen Datenbanken die Datenstruktur, die durch schrittweises Entfernen von Redundanzen entsteht, siehe Normalisierung (Datenbank)

- in der Logik eine Darstellungsform einer logischen Formel, insbesondere
  - die Shannon-Normalform
  - die Negationsnormalform
  - Formeln in kanonischer Normalform, insbesondere als:
    - konjunktive Normalform
    - disjunktive Normalform
    - Ringsummennormalform

- in der Prädikatenlogik
  - die bereinigte Normalform
  - die Negationsnormalform
  - die Pränex-Normalform
  - die Skolemform
  - die Klausel-Normalform

- bei abstrakten Reduktionssystemen ein Objekt, das nicht weiter reduziert werden kann

- in der Digitaltechnik bei digitalen Filtern in Formalform die minimale Anzahl ihrer Elemente unter Berücksichtigung gewünschter Filtereigenschaften, siehe Digitales Filter